# 東陽郡
東陽郡（とうよう-ぐん）は、中国にかつて存在した郡。三国時代から唐代にかけて、現在の浙江省金華市と衢州市にまたがる地域に設置された。

## 概要
漢初に東陽郡があったとされ、これは下邳に相当するとされるが、この東陽郡は後述の東陽郡とは地理的範囲が異なる。紀元前201年（高帝6年）、劉賈が荊王に立てられ、もとの東陽郡・故鄣郡・呉郡の53県を封邑とした。
266年（宝鼎元年）、三国の呉により会稽郡西部を分割して、東陽郡が立てられた。東陽郡は揚州に属した。
晋のとき、東陽郡は長山・永康・烏傷・呉寧・太末・信安・豊安・定陽・遂昌の9県を管轄した。
南朝宋のとき、東陽郡は長山・太末・烏傷・永康・信安・呉寧・豊安・定陽・遂昌の9県を管轄した。
南朝斉のとき、東陽郡は長山・太末・烏傷・永康・信安・呉寧・豊安・定陽・遂昌の9県を管轄した。
589年（開皇9年）、隋が南朝陳を滅ぼすと、東陽郡は廃止されて、婺州に編入された。607年（大業3年）に州が廃止されて郡が置かれると、婺州は東陽郡と改称された。東陽郡は金華・永康・烏傷・信安の4県を管轄した。
621年（武徳4年）、唐が李子通を平定すると、東陽郡は婺州と改められた。742年（天宝元年）、婺州は東陽郡と改称された。758年（乾元元年）、東陽郡は婺州と改称され、東陽郡の呼称は姿を消した。